# Ela Nala Milić
Ela Nala Milić (* 28. Februar 2006) ist eine slowenische Tennisspielerin.

## Karriere
Milić spielt bislang auf der ITF Juniors World Tennis Tour und der ITF Women’s World Tennis Tour.
Ihr erstes Turnier auf der WTA Tour spielte sie im September 2021, als sie zusammen mit ihrer Partnerin Tina Cvetkovič eine Wildcard für das Doppel der Zavarovalnica Sava Portorož erhielt. Die Paarung verlor aber bereits ihr erstes Spiel gegen Anna Danilina und Fanny Stollár mit 1:6 und 0:6.
2022 erreichte sie in Wimbledon als Qualifikantin die zweite Runde im Juniorinneneinzel, wo sie dann aber Jasmine Conway mit 3:6 und 0:6 unterlag.
Am 7. November 2023 spielte sie erstmals für die slowenische Billie-Jean-King-Cup-Mannschaft.

## Persönliches
Ela Nala ist die Tochter des ehemaligen Basketballspielers Marko Milič und die Enkelin von Kugelstoßer Vladimir Milić.